# 三甲基锗基锂
三甲基锗基锂是一种有机锗化合物，化学式为(CH3)3GeLi，它可由三甲基锗烷和叔丁基锂在四氢呋喃中反应得到。它和4-甲基环己基溴反应，可以得到4-甲基环己基三甲基锗。它和三甲基锡基苯在HMPA中反应，可以得到三甲基锗基苯、三甲基氢化锡、六甲基乙锗烷等多种产物。